# Die Vision
Die Vision war eine Band aus Ost-Berlin und einer der bedeutendsten Vertreter der anderen Bands in der DDR.

## Geschichte
Die Vision wurde 1986 aus der Band Komakino heraus gegründet. Komakino selbst publizierte 1986 in der Besetzung Uwe Niels von Geyer (Gesang), Peter Kunstmann (Gitarre), René Radzischewski (Schlagzeug), Andreas „Devo“ Lehmann (Bass) und Tom (Keyboard) ein Untergrund-Tape Live im Hörnle Klub Berlin. Auch die ersten Veröffentlichungen der nun Die Vision genannten Band erschienen auf Kassette und erreichten in der alternativen DDR-Szene Kultstatus. Die ersten Tapes wurden in der Besetzung Geyer, Kunstmann, Radzischewski, Jörg „Joggy“ Müller (Bass) und Jan Wanschura (Keyboard) in Eigenregie produziert. Bei dem Konzert der Band Die Toten Hosen vor der Hoffnungskirche (Berlin-Pankow) war Die Vision Vorband.
1988 wurde Kunstmann durch Sebastian Lange (später bei In Extremo) ersetzt, 1990 Radzischewski durch Ulrich Lange (ex-Mixed Pickles). Für den ersten regulären Longplayer der Band Torture konnte 1990 mit Mark Reeder ein den Bandvorstellungen passender Produzent engagiert werden. 1991 erschien mit Fascination das zweite Album der Gruppe, welchem 1993 eine Dancing on the Beach betitelte Maxi-CD folgte. Mittlerweile war auch Keyboarder Wanschura durch Matthias „Matze“ Harnoss ersetzt worden. Nach internen Zwistigkeiten über die weitere musikalische Ausrichtung der Band trennte sich die Gruppe 1994.

## Stil
Für Dieter Wolf waren 1991 in der für EB/Metronom geschriebenen Rezension nur die „vielen Popelemente“ erwähnenswert. Dagegen bemühte sich Kay Manazon 1992 im Zillo um eine genaue Beschreibung: „Es fällt schwer, eine passende Charakterisierung für ihre Musik zu finden. Manche Titel könnte man Darkpop-Songs nennen, andere sind dance-orientiert oder Folkpunk-angehaucht. Zwischen My Home Is Everywhere und dem Dance-Remix von Dancing on the Beats liegen einfach Welten. Ein Grund dafür dürfte sein, daß die Ideen für die Songs und Texte von allen Bandmitgliedern kommen, obwohl die musikalischen Geschmäcker der fünf recht verschieden sind.“
Uwe Niels von Geyer war ein großer Fan von Joy Division, wie ihn Mark Reeder, der Musik-Manager der Toten Hosen beim gemeinsamen Konzert 1988 im Film Auswärtsspiel – Die Toten Hosen in Ost-Berlin beschrieb, während Bandmitglied Jörg Müller den Stil der Gruppe als Post-Punk-New-Wave umriss.

## Diskografie
- 1986: Live im Hörnle Klub Berlin 1986 (MC als Komakino)
- 1986: JC Lugau Extrem / Live in Lugau 1986  (MC, Heimat Kassetten)
- 1987: When the Shadows Cry (MC)
- 1988: No Popstars (MC)
- 1989: After the Sunset (2 verschiedene Versionen) (MC)
- 1990: Torture (LP/CD, Zong, Neuausgabe Vulture/RTD)
- 1990: My Home Is Everywhere (Single, Vulture/RTD)
- 1991: Fascination (LP/CD, Vulture/RTD)
- 1993: Dancing on the Beach (MCD, Maxi-Single Vulture/RTD)
- 1994: Ghost Train (Demo Album)
- 1994: I Can't Hurt You  (Demo Album)